# Charritte-de-Bas
Charritte-de-Bas (på baskiska: Sarrikotapea) är en kommun i departementet Pyrénées-Atlantiques i regionen Nouvelle-Aquitaine i sydvästra Frankrike. Kommunen ligger i kantonen Mauléon-Licharre som tillhör arrondissementet Oloron-Sainte-Marie. År 2022 hade Charritte-de-Bas 245 invånare.

## Befolkningsutveckling
Antalet invånare i kommunen Charritte-de-Bas
| Referens: INSEE |